# Hoplostethus japonicus
Hoplostethus japonicus is een straalvinnige vissensoort uit de familie van zaagbuikvissen (Trachichthyidae). De wetenschappelijke naam van de soort is voor het eerst geldig gepubliceerd in 1879 door Hilgendorf.